# 懷帕拉霍瓦卡山
78°17′S 162°55′E / 78.283°S 162.917°E
懷帕拉霍瓦卡山（Waiparahoaka Mountain），是南極洲的山峰，位於維多利亞地的斯科特海岸，處於哈金斯山西南面，海拔高度3,608米，現時由南極條約體系管理。